# Saint-Raphaël (Var)
Saint-Raphaël (in occitano Sant Rafèu) è un comune francese di 34 867 abitanti situato nel dipartimento del Var della regione della Provenza-Alpi-Costa Azzurra.

## Società

### Evoluzione demografica
Abitanti censiti

## Galleria d'immagini

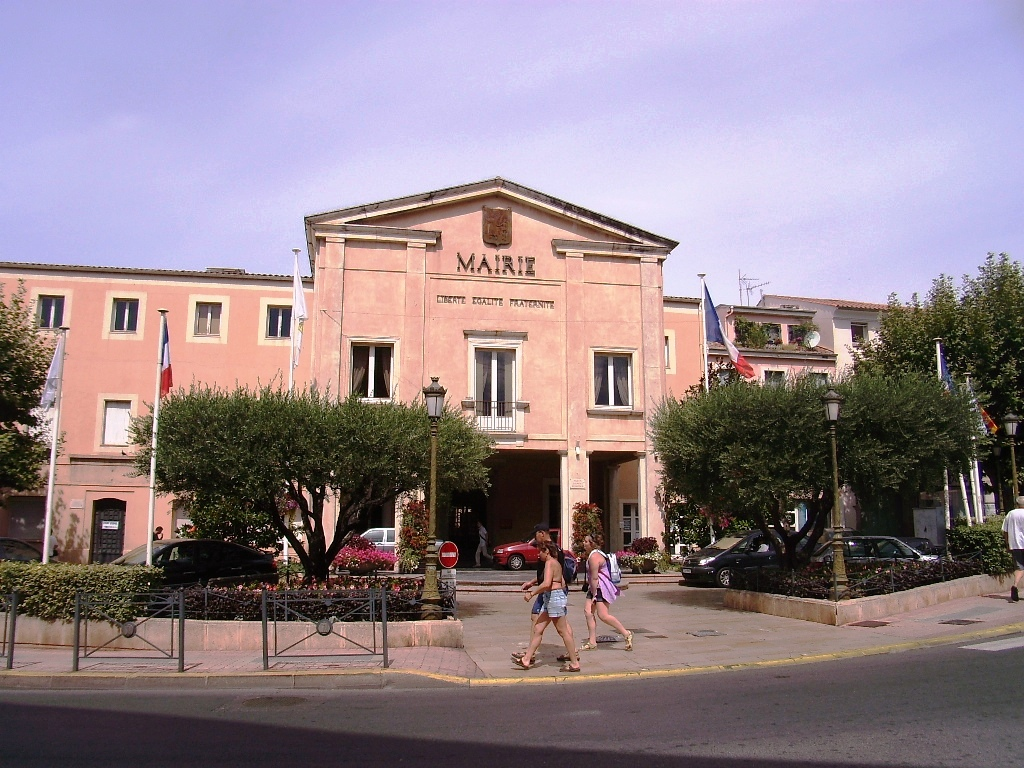
Municipio
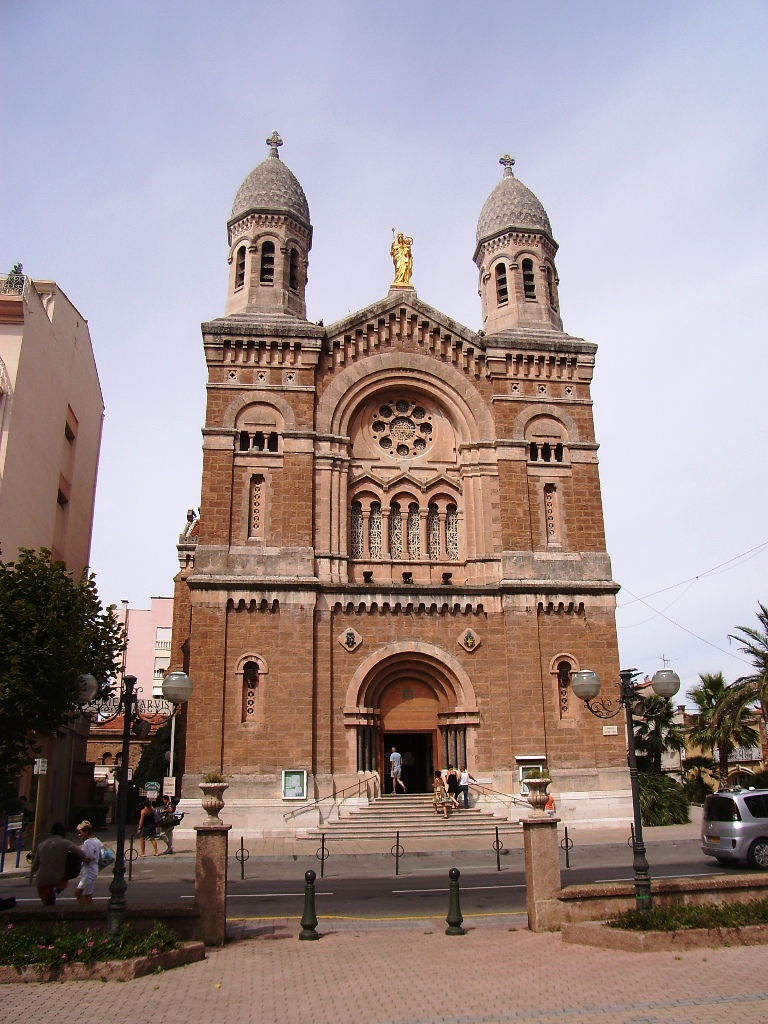
Basilica di Notre Dame de la Victoire
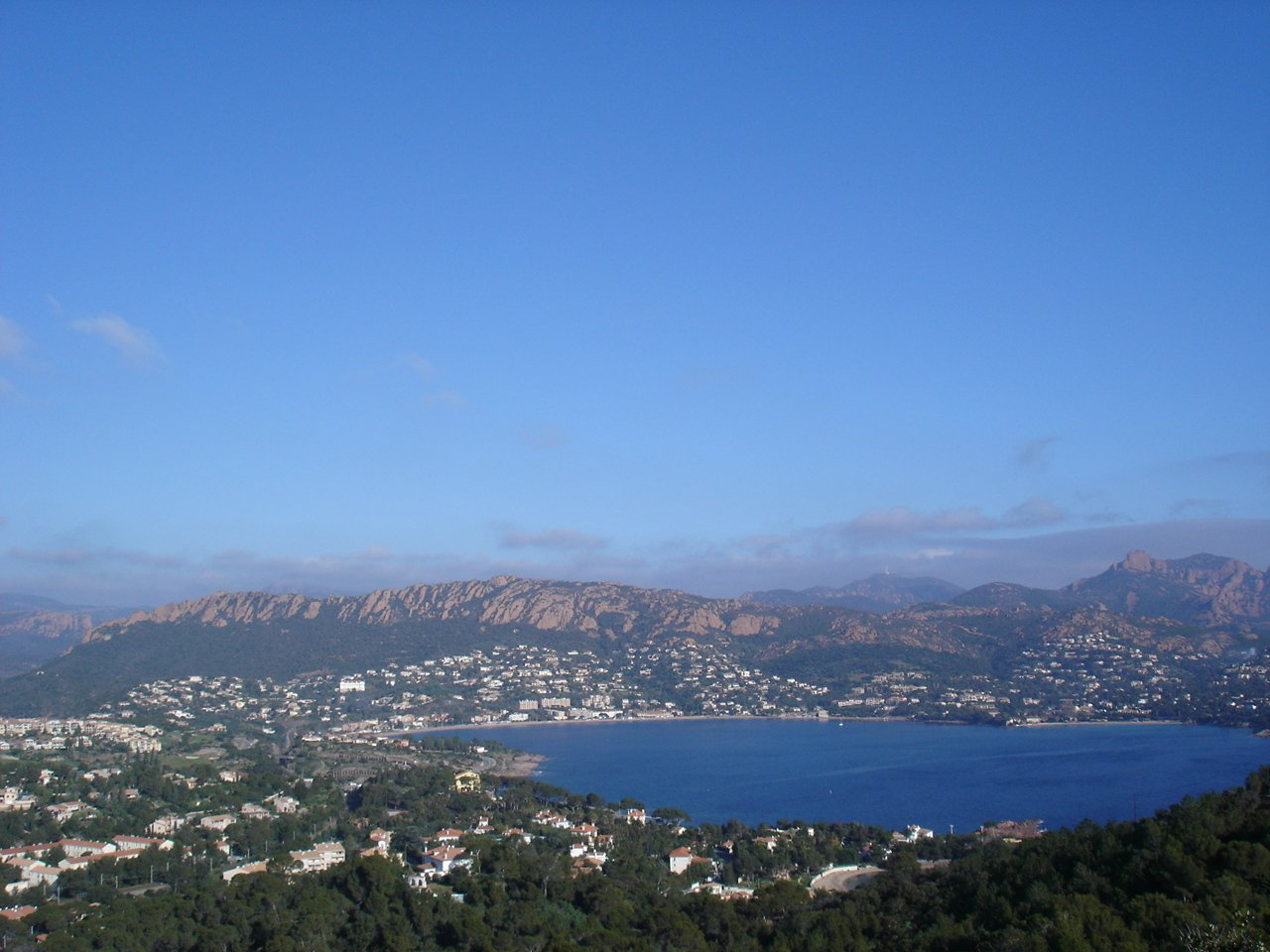
Agay ed il suo golfo